# Soteriscus disimilis
Soteriscus disimilis is een pissebed uit de familie Porcellionidae. De wetenschappelijke naam van de soort is voor het eerst geldig gepubliceerd in 1990 door Rodriguez-Santana.